# Llit marí
El llit marí o llit oceànic és la part de la litosfera terrestre que està coberta per aigua del mar, això representa el 71% de la superfície total de la Terra.
El llit marí de mitjana es troba a 3.8 km de fondària sota el nivell del mar (Kossinna, 1921), que contrasta amb els 230 m sobre el nivell del mar que, de mitjana, es troba la terra emergida, ja que en els continents hi ha grans zones planes i baixes que són deu vegades més extenses que la superfície ocupada per les muntanyes.

## Topografia

Diagrama d'una conca oceànica ideal mostra diferents característiques, entre elles la plana abissal, la rasa o fosa oceànica (Oceanic trench) i la serralada submarina (Submarine ridge). Nota: L'escala vertical està exagerada

La naturalesa del llit marí és més aviat uniforme, ja que les forces erosives sota les aigües estan atenuades i aquestes es deuen principalment a corrents marins i als icebergs que poden erosionar-ne el fons.
El fons marí va pujar parcialment, en una mitjana de 200 m, en les edats glacials per motiu dels menor nivell de l'aigua que hi havia en aquelles èpoques.
On les grans corrents flueixen dins del mar, la seva erosió pot formar canons profunds aquests canons es van formar durant les edats glacials però actualment també se'n formen.
El 50% del llit marí es troba a de 4.000 a 5.000 m de fondària.

## Illes i serralades

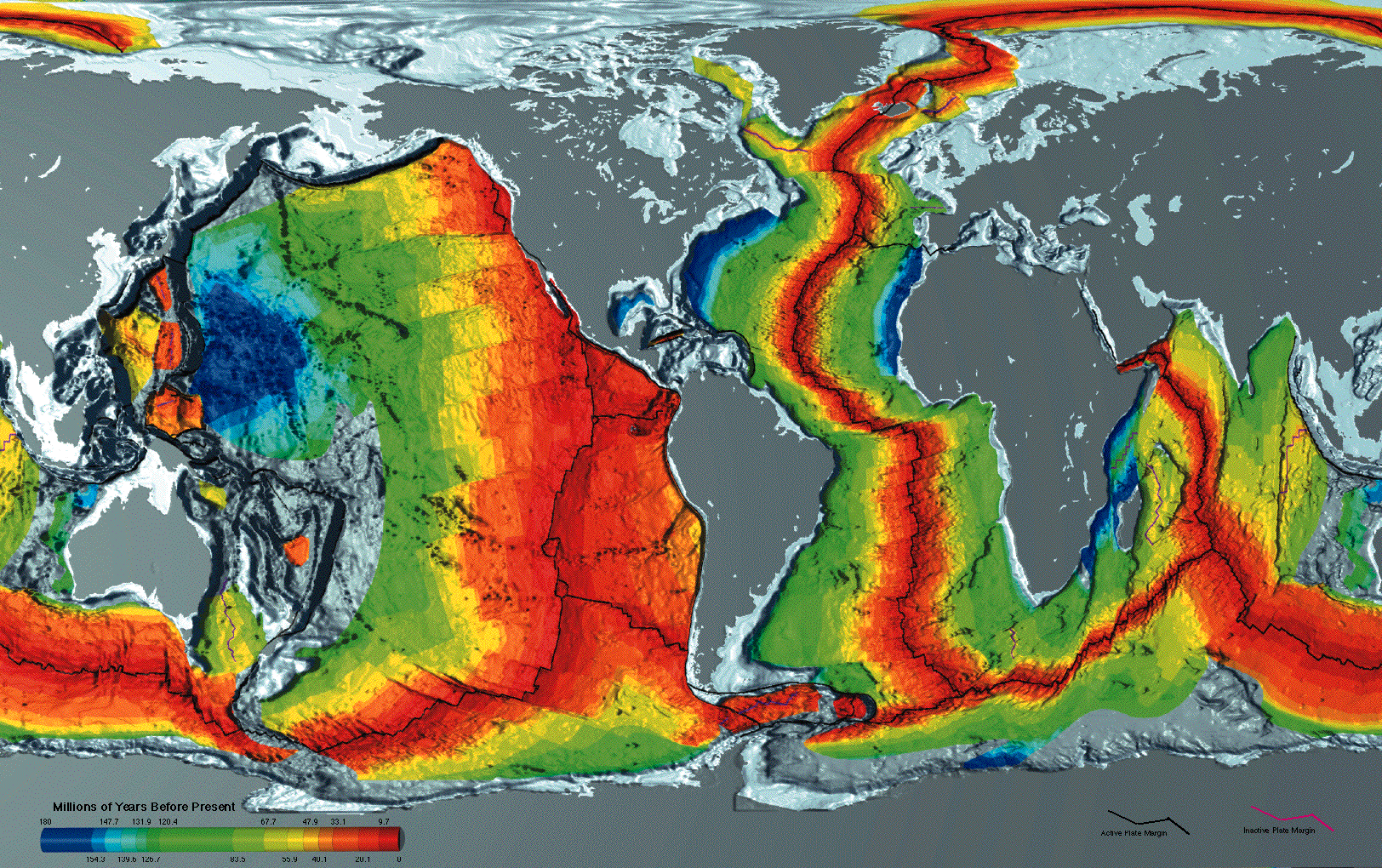
Edat de l'escorça oceànica; la més jove (vermell) està al llarg dels centres d'expansió.

Entre les diferents conques oceàniques, hi ha sovint illes o cadenes d'illes, però també algunes muntanyes submergides aquestes formen la serralada contínua més llarga de la Terra amb 60.000 km en total, per tant superen la circumferència terrestre. La de l'Atlàntic mitjà en fa una quarta part: 15.000 km de llargada.
Algunes de les muntanyes d'aquestes serralades sobresurten del mar i formen illes, com per exemple és el cas d'Islàndia.
Per la ruptura de l'escorça oceànica al llarg de les vores de les plaques continentals el magma es solidifica en el fons del mar, aquest nou magma basàltic empeny el llit oceànic entre 2 i 12 cm cada any i omple els buits amb magma solidificat.
En alguns llocs es troben rases oceàniques que fan de mitjana 40 km d'ample i més de 6000 m de fondària, és aquí on es mesuren les profunditats màximes del llit marí que arriba a ser de més d'11 km. El rècord mundial, amb 11.022 m sota el mar està al canal profund de les illes Marianes.
Els canals profunds es troben únicament en àrees de subducció i es troben seguint les plaques de l'escorça terrestre també reben un impuls d'alguns centímetres per any i tenen activitat volcànica El cinturó de foc del Pacífic format a Kamtxatka i Sibèria oriental formen les illes Aleutianes, Japó, Filipines, etc.
A l'Atlàntic la màxima fondària es troba a un canal profund vora Puerto Rico amb 9.219 m sota l'oceà. A l'Oceà Índic la màxima fondària és a 7.455 m sota l'oceà.
Encara no s'han explorat totes les formes de vida d'aquestes grans fondàries que són fosques i sotmeses a grans pressions baromètriques. A causa de la subducció quasi tots els sediments es perden al fons del llit marí per això no se'n coneixen gaires fòssils..

## Mars interiors i el cas del Mediterrani

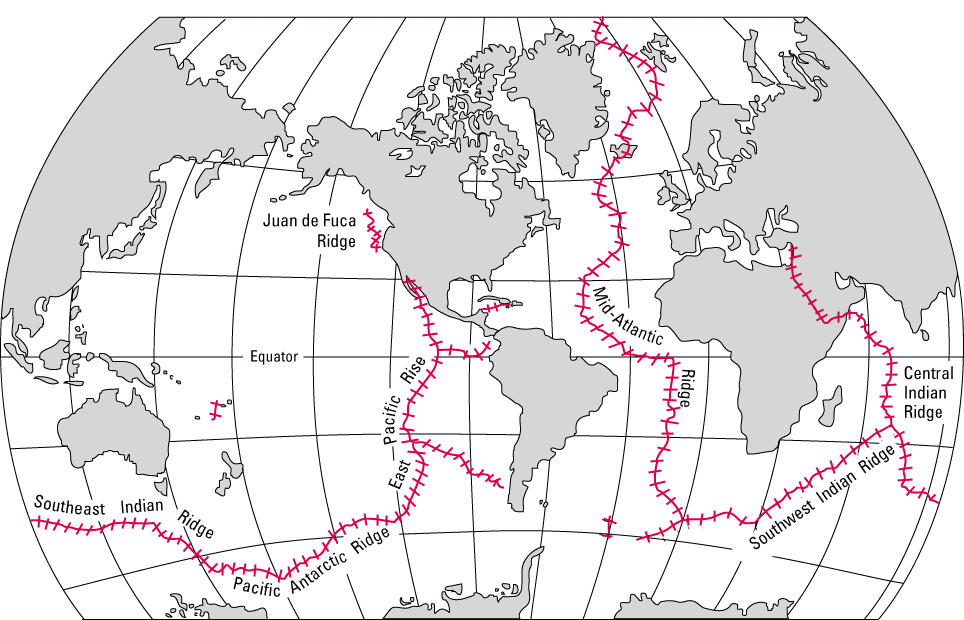
Distribució mundial de les serralades submarines

Els models dels llits marins dels mars interiors són la mar Bàltica i la mar Càspia. Però el cas del Mediterrani s'escapa d'aquest model general. La Mediterrània es troba al mig de la placa Africana i Euroasiàtica, cosa que es manifesta més en el Mediterrani Oriental. Abans de Grècia s'arriba a una profunditat del llit marí amb 5.000 m de fondària, però en canvi a la mar Egea només fa 200 m. El moviment de la placa africana és cap al nord on xoca amb la placa eurasiàtica.

## Sediments
El llit marí en la seva majoria està cobert amb sediments amb un gruix mitjà de 800 m, però el rang es troba de 0 fins a 5 km. Els sediments es renoven en la zona de subsidència.

## Zona superficial
El mar poc profund cobreix la zona propera a la costa, aquesta zona està determinada principalment per l'onatge, les marees i els corrents. Aquí el llit marí està format per material continental. Això normalment vol dir sorra, grava i també llim i fang.

## Dipòsits en el mar profund
Aproximadament la meitat del llit marí consta de sediments de mar profunda. Pràcticament no contenen material continental i principalment el forma argila i restes de microorganismes. Simplificant molt es pot dir que la mida de les partícules decreix a mesura que ens allunyem de la costa.

## Recerca científica
El 1922 se'n va iniciar la recerca sistemàtica utilitzant mesures amb el sonar que reflecteixen les ones sonores
La primera carta de les profunditats marines es va fer l'any 1854 a l'Atlàntic.
Jacques Piccard i Don Walsh es van submergir en el batiscaf Trieste a la fossa de les Marianes arribant a 10.916 m de fondària a la fossa Challenger.